# 7026 Gabrielasilang
A 7026 Gabrielasilang (ideiglenes jelöléssel (7026) 1993 QB1) a Naprendszer kisbolygóövében található aszteroida. Eleanor F. Helin fedezte fel 1993. augusztus 19-én.